# Minimum Description Length
Minimum Description Length (MDL; deutsch minimale Beschreibungslänge) ist eine informationstheoretische Methode, die 1978 von Jorma Rissanen zur Beschreibung von Regelmäßigkeiten in gemessenen Daten eingeführt wurde. Je stärker die Daten komprimiert werden können, desto größer ist der Anteil der Ordnung im Signal. Die MDL dient zur induktiven Inferenz.
Im Bereich der Nachrichtentechnik wird das MDL-Kriterium genutzt, um die Anzahl der vorhandenen Signale zu schätzen.